# Scutellidium sanctaecrucis
Scutellidium sanctaecrucis is een eenoogkreeftjessoort uit de familie van de Tisbidae. De wetenschappelijke naam van de soort is voor het eerst geldig gepubliceerd in 1888 door Thompson.